# Silla de Felipe II

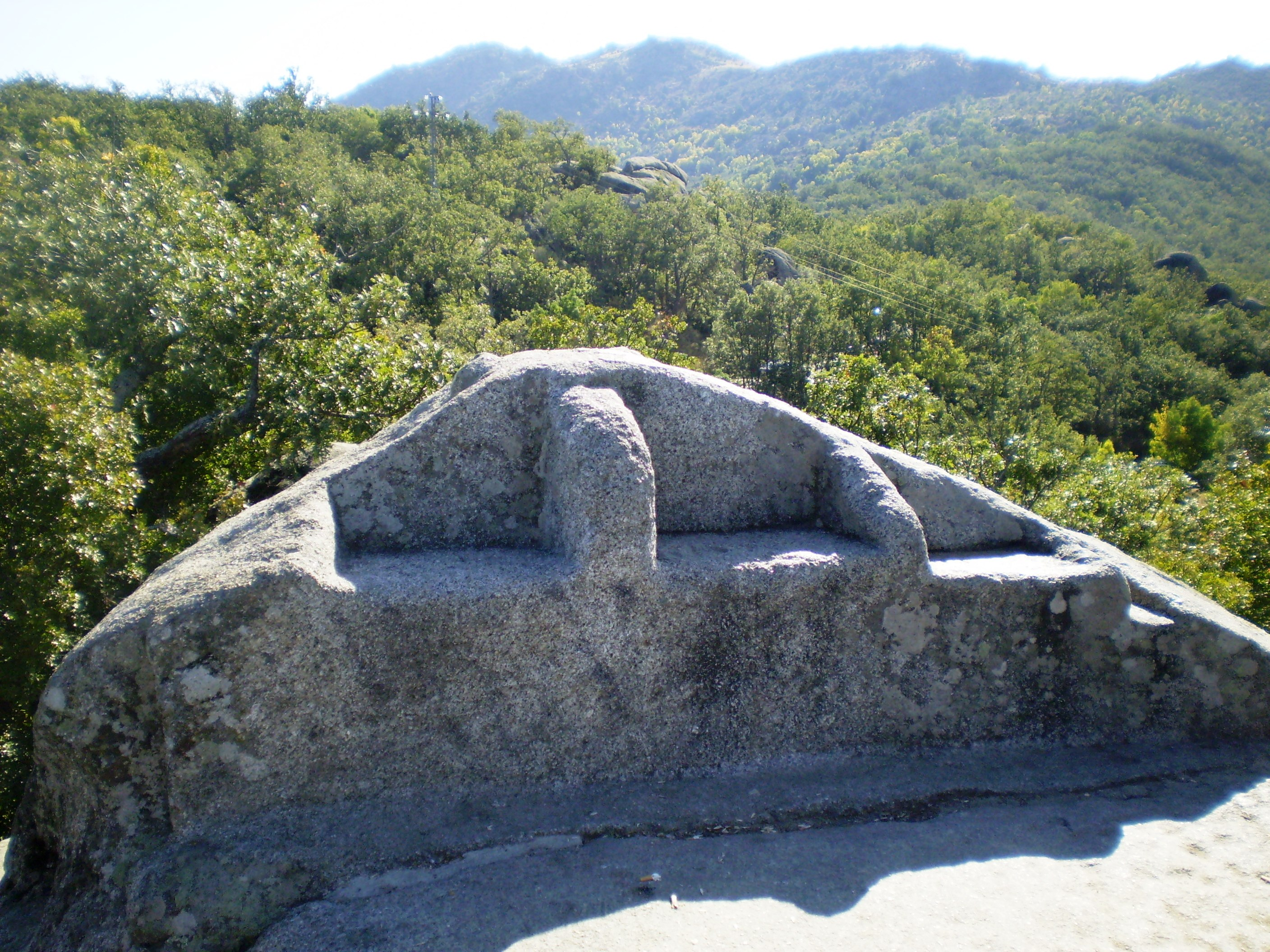
Vista de uno de los conjuntos labrados sobre la roca

Se denomina Silla de Felipe II a un conjunto de plataformas escalonadas y otros elementos labrados sobre un canchal de granito a los pies de Las Machotas, en el término municipal de San Lorenzo de El Escorial (Madrid, España). Según la tradición, sirvió de observatorio a Felipe II durante la construcción del monasterio de El Escorial. No obstante, las teorías más verosímiles apuntan a que se trata de un nemeton o altar de sacrificios de origen vetón, por sus similitudes con otras construcciones como los santuarios de Ulaca o Panóias, así como por la presencia de otros altares similares en sus inmediaciones.

## Ubicación y medio físico

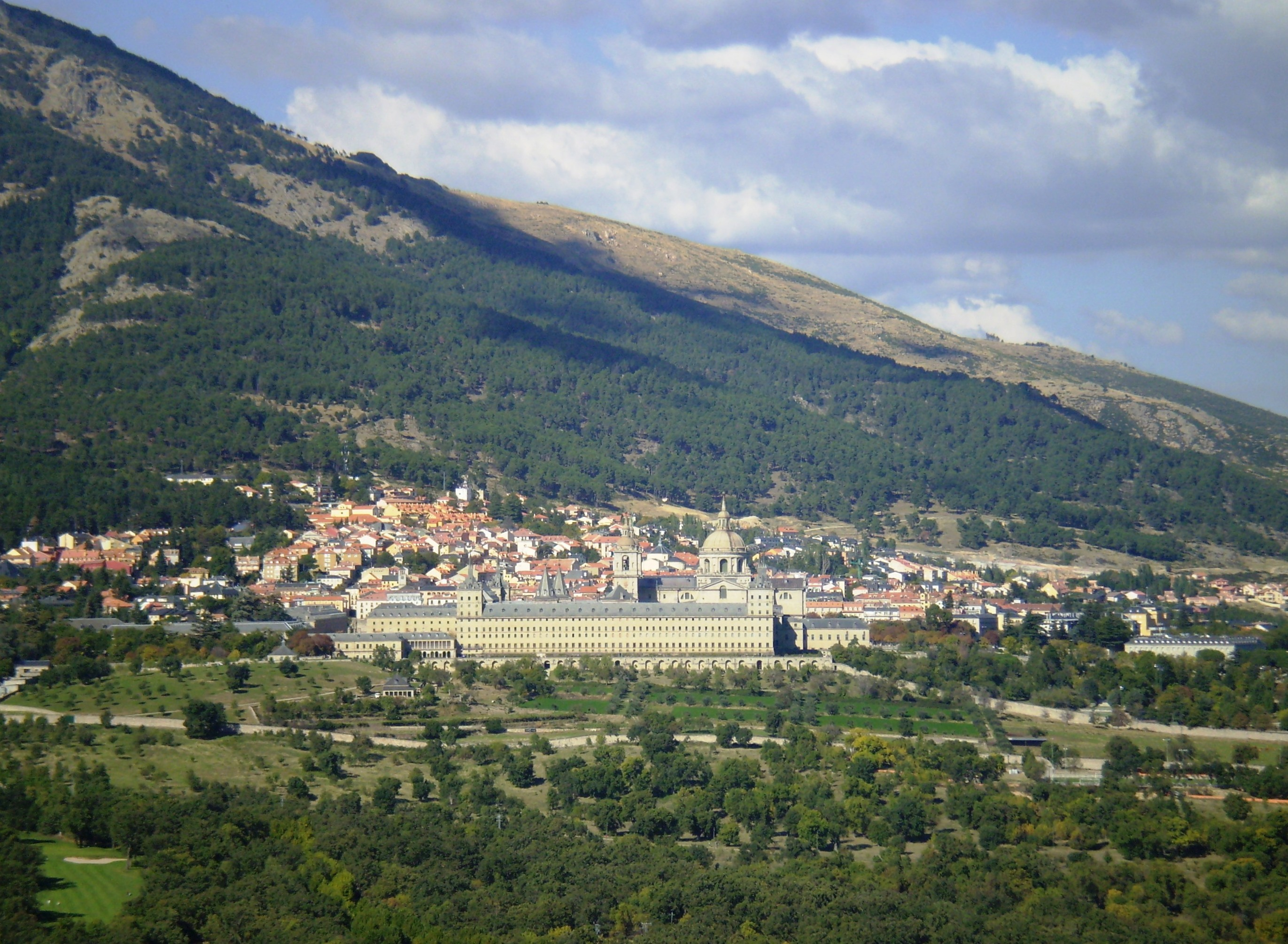
Panorámica del monasterio de El Escorial y del Monte Abantos desde la Silla de Felipe II

El lugar está situado dentro del espacio natural protegido del Paraje pintoresco del Pinar de Abantos y Zona de La Herrería, a unos 2,5 kilómetros al sur del núcleo urbano sanlorentino. Muy cerca de su enclave se encuentran la finca de Los Ermitaños y la ermita de la Virgen de Gracia. Se ubica en la falda septentrional de la Machota Alta (1466 m de altitud), que, junto con la Machota Baja (1410 m), conforma el monte-isla de Las Machotas, perteneciente a la Sierra de Guadarrama, aunque separado de su eje axial.
Se trata de una de las atracciones turísticas más visitadas del Real Sitio de San Lorenzo de El Escorial y El Escorial dada su condición de mirador del monasterio escurialense y de su entorno. A sus pies se extiende el bosque de La Herrería, integrado en su mayor parte por melojos o rebollos, si bien existen otras especies arbóreas como el arce de Montpellier, el cerezo silvestre, el tilo y el castaño. Un ejemplar de arce de Montpellier, situado en el propio recinto de la Silla de Felipe II, está catalogado como Árbol Singular por la Comunidad de Madrid, con más de 10 metros de altura.

## Descripción
El conjunto está conformado por diferentes plataformas y asientos, directamente esculpidos en lo alto de un canchal de granito (conocido como Canto Gordo) y agrupados en tres grandes unidades. La más importante de todas aparece orientada al norte, mirando hacia el Monasterio de El Escorial. En ella se integran tres asientos de piedra, separados entre sí por dos reposabrazos. Las otras dos unidades consisten en meras plataformas, resultado del rebaje de la parte superior de la piedra. Algunas de ellas disponen de distintas escaleras, labradas sobre la roca.

Vista panorámica al este desde la Silla de Felipe II

## Historia

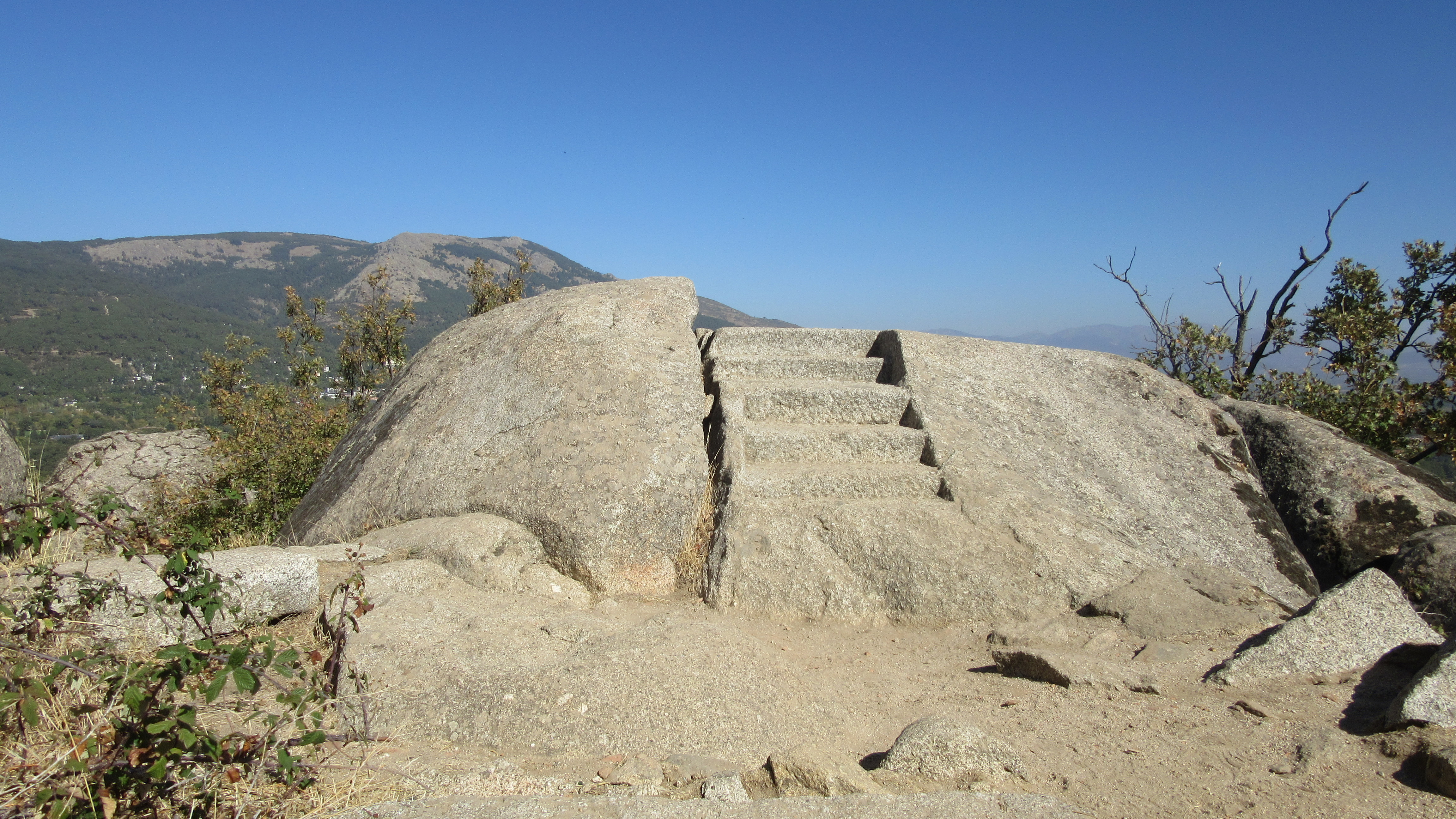
Construcción similar a la Silla de Felipe II ladera arriba

La tradición señala que este era el lugar desde donde Felipe II vigilaba las obras del Monasterio de El Escorial, que se extendieron desde 1563 hasta 1584. Según esta propuesta, las plataformas escalonadas que aparecen sobre el canchal granítico, así como los cuatro asientos situados en la plataforma de la zona norte, fueron mandados labrar por el rey para facilitar su estancia y la de sus acompañantes.
En abril de 1999 la profesora de la Universidad Autónoma de Madrid Alicia M. Canto hizo pública una nueva hipótesis, ampliada en 2005, en la que sostiene que la Silla de Felipe II no fue construida en época de este rey y tampoco sirvió de mirador de las obras del monasterio, por lo lejano y rasante de la panorámica, así como por otros indicios. Según dicha hipótesis, pudo tratarse de un altar prerromano, en concreto vetón, posiblemente dedicado al Marte indígena y en el que probablemente se realizaban sacrificios rituales, generalmente de animales. Esta teoría se vio corroborada en 2015, al hallarse una figura antropomórfica y otros altares más pequeños en sus inmediaciones.
No obstante esto, otra hipótesis sostenía que la Silla de Felipe II fue realizada en el siglo XIX, a modo de recreación histórica, según los gustos románticos de la época.

## Pintura

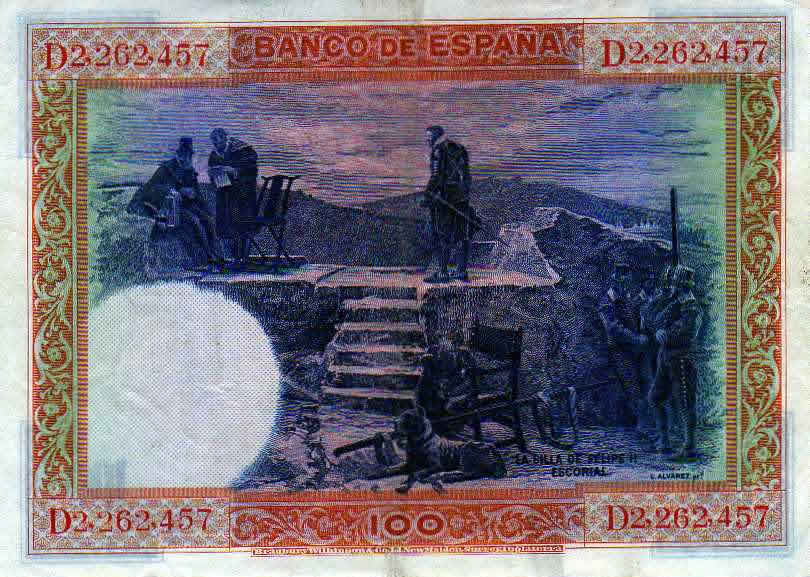
Reverso de un billete de cien pesetas de 1925

En 1890 Luis Álvarez Catalá pintó La silla de Felipe II en El Escorial, que ilustró el reverso de los billetes de cien pesetas entre julio de 1925 y abril de 1939. La obra valió a su autor la primera medalla en el Premio Nacional de Bellas Artes, y en 1891 en el certamen de Berlín, repitió medalla de oro.